# 臺北2008第21屆亞洲國際郵展
臺北2008第21屆亞洲國際郵展於2008年3月7日舉行，展期5天，展場位於台北世貿3館。計有51個國家來臺參展。

## 展覽主題
本次郵展主題為「臺灣生態之美」。

## 紀念郵資票
此次郵展除有發行紀念郵票外，另發行紀念郵資票，可供參展民眾自行打印郵資。